# Curzio Malaparte
Vous lisez un « bon article » labellisé en 2009.
« Malaparte » redirige ici. Pour les autres significations, voir Malaparte (homonymie).
Œuvres principales
- La rivolta dei santi maledetti (1923)
- La Technique du coup d’État (1931)
- Kaputt (1943)
- Le Soleil est aveugle (1947)
- La Peau (1949)
- Ces sacrés Toscans (1955)

Curzio Malaparte, né Curt Erich Suckert, né le 9 juin 1898 à Prato, en Toscane, et mort le 19 juillet 1957 à Rome, est un écrivain, cinéaste, journaliste, correspondant de guerre et diplomate italien.
Il est surtout connu en Europe pour deux ouvrages majeurs : Kaputt et La Peau. Il fit inscrire sur son mausolée, en lettres capitales :
« Io son di Prato, m'accontento d'esser di Prato, e se non fossi pratese, vorrei non esser venuto al mondo »
— Curzio Malaparte, Ces sacrés Toscans.
        
« Je suis de Prato, je me contente d'être de Prato, et si je n'y étais pas né, je voudrais n'être jamais venu au monde »
C'est dire l'importance affective qu'il attachait à la Toscane et aux Toscans, mais surtout aux habitants de Prato et de sa région, dont il « revendique notamment l'esprit d'anarchie et les contradictions qui caractérisent, en effet, son parcours politique de membre du parti fasciste interné par le régime mussolinien pour ses sympathies socialistes, avant d'être séduit à la fin de sa vie par le communisme chinois. ». Dans la lignée de l'auteur du Décaméron, qui fut le créateur de la prose italienne[réf. nécessaire], Malaparte demeure par son goût de la chronique un fils spirituel de Boccace, et l'un des prosateurs majeurs de la littérature italienne du XXe siècle.

## Biographie

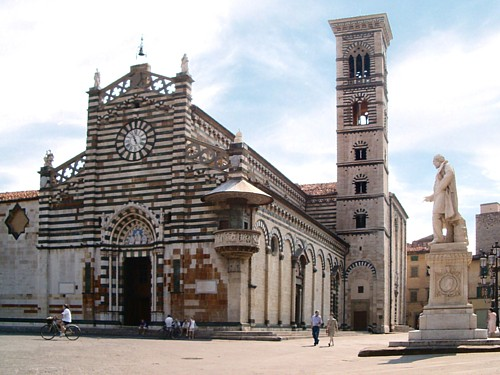
Le Duomo, cœur de la ville de Prato.

### Jeunesse et Première Guerre mondiale
Né en Toscane de père allemand, Erwin Suckert, et de mère lombarde, Edda Perelli, Curt Erich Suckert fut, très jeune, éloigné de ses parents pour être élevé à Coiano par des paysans pauvres. Malgré de brillantes études et son jeune âge, il choisit de se mettre en danger et s'engage, dès 1914, dans l'armée française.
Il s'échappe du célèbre collège et lycée Cicognini (it) où il faisait ses études classiques,, il traverse à pied la frontière à Vintimille. Il écrira plus tard dans Le soleil est aveugle : « Mais en haut, sur les pics et sur les névés, sur l'immense chaîne des Alpes savoyardes, lointaines et précises dans le ciel de soie pâle, sur cette fuite ininterrompue d'aiguilles scintillantes et de glaciers bleus, l'air limpide et immobile a une cruauté vierge. » Il s'engage comme volontaire dans l'armée française à seulement 16 ans, trichant donc sur son âge, préfigurant ainsi l'écrivain engagé qu'il allait devenir, bien avant Ernest Hemingway et son Adieu aux armes de 1929.
La Légion garibaldienne étant dissoute, il revient en Italie, participe à la campagne interventionniste et s'engage à nouveau dès la déclaration de guerre de l'Italie à l'Empire austro-hongrois : combat sur le front italien dans les régiments alpins (Brigata “Cacciatori delle Alpi”), devient officier, avant de revenir en France où il est gazé lors de la bataille du Chemin des Dames, et est décoré de la croix de guerre avec palme (1914-1918).

### L'adhésion au fascisme et l'entre-deux guerres
Les mots vont lui permettre d'exprimer ses idées politiques — Viva Caporetto, republié sous le titre La Révolte des saints maudits, est d'ailleurs trois fois saisi et censuré entre 1921 et 1923. Les convictions de Malaparte sont si profondes qu'il est persuadé que le collectivisme russe et l'individualisme italien ne sont pas antinomiques et que, ensemble, ils déboucheront sur une société nouvelle.
Il adhère au parti fasciste en septembre 1922. En 1923, dans L’Italie contre l'Europe, traduit en français en 1927, il interprète le fascisme comme un syndicalisme politique et invoque la pensée de Georges Sorel et de Filippo Corridoni. En 1924, sous le nouveau régime, il administre plusieurs maisons d'édition, y compris celle de La Voce de Giuseppe Prezzolini. Dans la foulée de l'assassinat de Matteotti, il est parmi les défenseurs les plus fervents des « escadrons des intransigeants ». Il fonde et dirige la revue La conquête de l’État, qui incite Mussolini au durcissement vers la dictature, matérialisé par le discours du 3 janvier 1925. En 1925, il fait partie des signataires du « Manifeste des intellectuels fascistes ».
Il devient pour un temps un théoricien du fascisme. Alors qu'au sein du parti, les partisans du courant strapaese (retour aux traditions paysannes) et le courant Stracittà (futuriste et technologique) s'opposent, Malaparte se tient à mi-distance des deux courants tout en écrivant des articles strapaese pour le journal Il Selvaggio. Il fonde simultanément avec Massimo Bontempelli en 1926 la revue 900 (cahiers d'Europe et d'Italie), revue intellectuelle et d'avant-garde à laquelle collaborent aussi bien Pablo Picasso que James Joyce ou des dadaïstes comme Philippe Soupault. En 1928, il devient directeur de la revue L'Italia letteraria et, en 1929, rédacteur en chef de La Stampa de Turin.
L'après-guerre est tumultueuse, entrecoupée d'amours et de duels (notamment avec le socialiste Pietro Nenni et le futuriste Mario Carli). Par la suite, il entame une carrière diplomatique qui le conduira à Varsovie, mais qu'il délaisse pour le journalisme et la littérature.

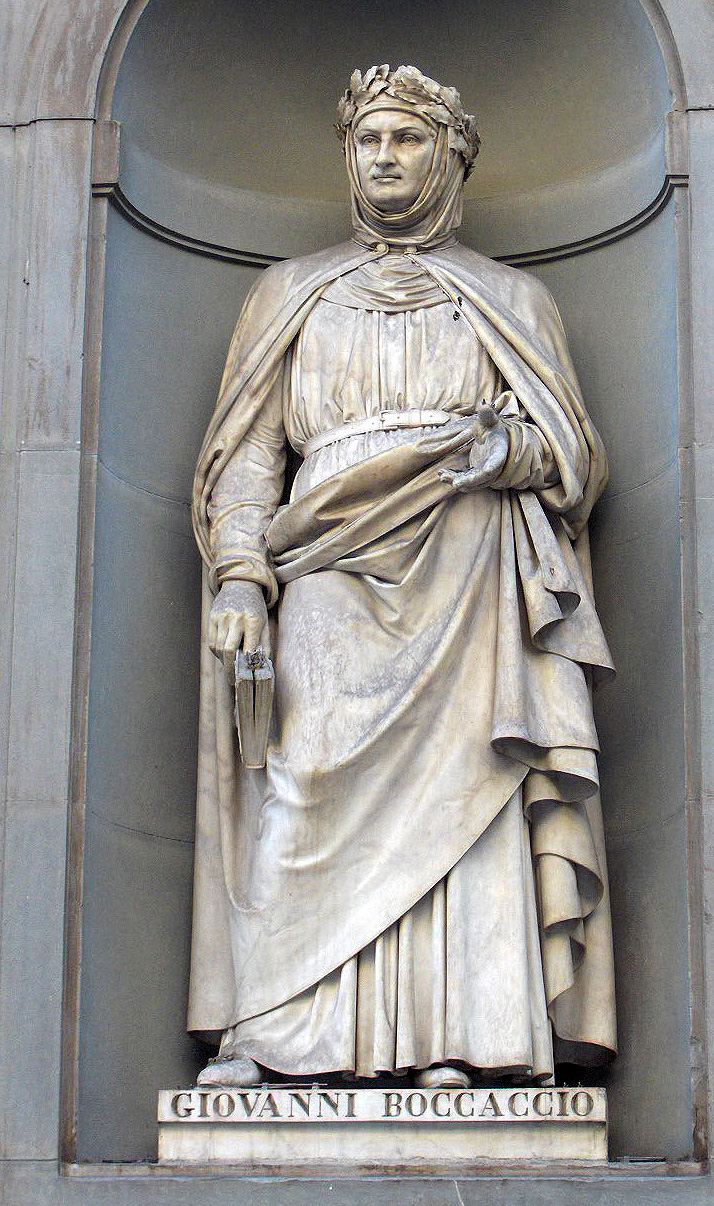
Statue de Boccace du Piazzale des Offices à Florence.

Il change son état civil en 1925 pour Curzio Malaparte après avoir lu un pamphlet de 1869 intitulé I Malaparte e i Bonaparte. Malaparte disait, à propos de son pseudonyme : « Napoléon s'appelait Bonaparte, et il a mal fini : je m'appelle Malaparte et je finirai bien. » Son nouveau nom est inscrit à l'état-civil par un décret du 15 avril 1937,. Ses papiers d'identité ne feront plus mention de Curt Suckert, mais de Curzio Malaparte. « Malaparte est mon étendard. » Ce changement d'ordre symbolique marquera définitivement son appartenance à la lignée des Toscans, en leur compagnie, il mange « l'herbe du ridicule en salade ». Il se dit dans la lignée de Filippo Lippi. Il se dit aussi né comme Filippino Lippi, rue Gaetano Magnolfi , celle aussi de Marsile Ficin. Son goût des chroniques lui vient de la lecture de Boccace, de Dino Compagni et surtout de Franco Sacchetti qu'il aimait par-dessus tout. Sacchetti, l'auteur de Il trecento novelle (Trois cents nouvelles) regroupées dans Opere. « Une analyse plus technique permettrait de dégager les racines littéraires de son goût de l'hénaurme, qui enjambe Dostoïevski et Nietzsche, pour retrouver le monde plein de sève et d'humeur, mais dégraissé, sec et sans bavures des nouvelles de Franco Sacchetti et de Boccace : à la fois chronique, constat, compte rendu de faits sans jugement préconçu, où la farce côtoie le tragique et où il est interdit de ne rien prendre au sérieux. »
Grâce à sa solide culture classique, ce « Toscan d'adoption » choisit ainsi de s'ancrer dans le monde toscan. Ce qui lui vaudra bien des critiques. Il se réinvente alors une vraie famille et une fratrie spirituelle ; aux liens de l'hérédité qu'il rejette, il préfère ceux de l'héritage culturel toscan. Il reste toujours fidèle à ses amis proches et lointains dans le temps jusqu'à la tombe, comme au colonel H. Cumming de l'Université de Virginie, dédicataire de La Peau, rebaptisé Jack Hamilton dans le roman, ou à son chien Febo. « Jamais je n'ai aimé une femme, un frère, un ami comme j'ai aimé Febo », écrit Malaparte dans La Peau.
Il semblerait que les changements politiques qui se sont opérés à partir de 1925 aient commencé à décevoir les espoirs de révolution sociale qui avait initialement attiré Malaparte vers le fascisme. Mais, ses relations avec le régime se détériorent réellement lorsque, se réclamant du fascisme révolutionnaire de 1919, il dénonce les dérives réactionnaires de Mussolini, notamment dans Monsieur Caméléon (1929). Il réprouve ainsi l’embourgeoisement du régime et la signature des Accords du Latran avec le Saint-Siège, et moque le caractère égocentrique de Mussolini.
Dans son livre, Technique du coup d'État qu'il publie en 1931 en France chez Grasset, il dénonce également la montée au pouvoir d'Adolf Hitler, et considère comme inéluctable l'élimination des SA comme force politique autonome et en anticipe les modalités. Cet ouvrage et le caractère soi-disant individualiste de ses écrits lui valent son renvoi de La Stampa. Son livre est interdit de publication en Italie et en Allemagne (où il est utilisé par la campagne électorale socialiste contre Hitler). Il est exclu du PNF en octobre 1933 pour « activités antifascistes à l'étranger », vraisemblablement en raison de ses critiques contre Italo Balbo. De plus, condamné par le régime, Malaparte est confiné aux îles Lipari, en résidence surveillée pour une durée annoncée de cinq ans. En fait, selon Maurizio Serra, il n'y restera que quelques mois. « Le 12 juin 1935, soit un an et huit mois après son arrestation et un peu moins de trois ans avant la fin de la sanction qui lui avait été infligée, il est remis en liberté conditionnelle, « par un acte de clémence de S. E. le Gouverneur ». » En 1941, avec Le soleil est aveugle, il poursuit cette condamnation du régime en condamnant l'agression italienne contre la France.

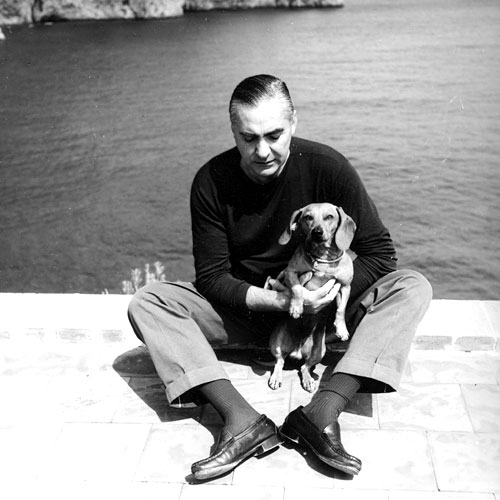
Malaparte à Capri.

À Capri, contre l'avis général, l'écrivain fait construire en 1937 une villa loin de toute voie de communication terrestre, sur l'extraordinaire site de Capo Massullo et de ses falaises : c'est l'étrange et fameuse villa Malaparte. Il résume ainsi son projet à l’architecte chargé de la concevoir, Adalberto Libera : « Faites-moi une maison comme moi ! », dira-t-il. Selon son ami Raymond Guérin, cette maison, « ce n'est pas la demeure d'un voluptueux, d'un dilettante, d'un sardanapale. C'est celle d'un errant, d'un aventurier habitué à vivre sous la tente. C'est celle, avant tout, d'un écrivain qui se bat et ose dire ce qu'il faut dire. » Cette villa, « symbole de sa modernité, aussi bien que de son désir de se mettre en scène et de son goût de la provocation », servira de cadre au film Le Mépris de Jean-Luc Godard.

### Seconde Guerre mondiale
Au début de la Seconde Guerre mondiale, il est d'abord envoyé en reportage pour La Stampa, puis comme correspondant de guerre sur le Front de l'Est pour le Corriere della Sera en 1941. Malaparte envoie ses articles en Italie, mais la censure nazie veille et leur teneur polémique le fait arrêter et assigner à résidence par les Allemands. Il cache alors le manuscrit de Kaputt chez des amis sûrs, à travers toute l'Europe. À partir de cette époque l'écrivain rompt définitivement avec le fascisme et ne retourne en Italie qu'à la chute de Mussolini. Il participe aux combats pour la libération de son pays au sein de la division de partisans Potente.
Il fait publier le roman Kaputt en 1943, peu après le débarquement allié de Salerne. Ce livre raconte, avec un humour glacé et féroce, drapé dans un baroque morbide, son expérience de correspondant de guerre à l'Est. Il constitue un témoignage cruel et réaliste de cette période où l'Europe est détruite,. Terreur et émerveillement s'y mêlent au sein d'une réalité magique : « Le lac était comme une immense plaque de marbre blanc sur laquelle étaient posées des centaines et des centaines de têtes de chevaux. Les têtes semblaient coupées net au couperet. Seules, elles émergeaient de la croûte de glace. Toutes les têtes étaient tournées vers le rivage. Dans les yeux dilatés on voyait encore briller la terreur comme une flamme blanche. » Comme l'écrivait Henri Barbusse dans Le Feu : « C'est la vérité des choses qui est folle. » Le critique contemporain Gianni Grana (it) note : « On pourrait se demander si un autre livre européen a pu conjuguer à ce point autant de reportage vécu, de métier littéraire et d'ampleur d'invention ; autant de génie évocateur, de sens poétique complexe, dans la conscience de la crise et de la défaite de l'Europe, dans le massacre de ses peuples et la chute définitive de la civilisation chrétienne et moderne, européocentrique. »

### Après-guerre

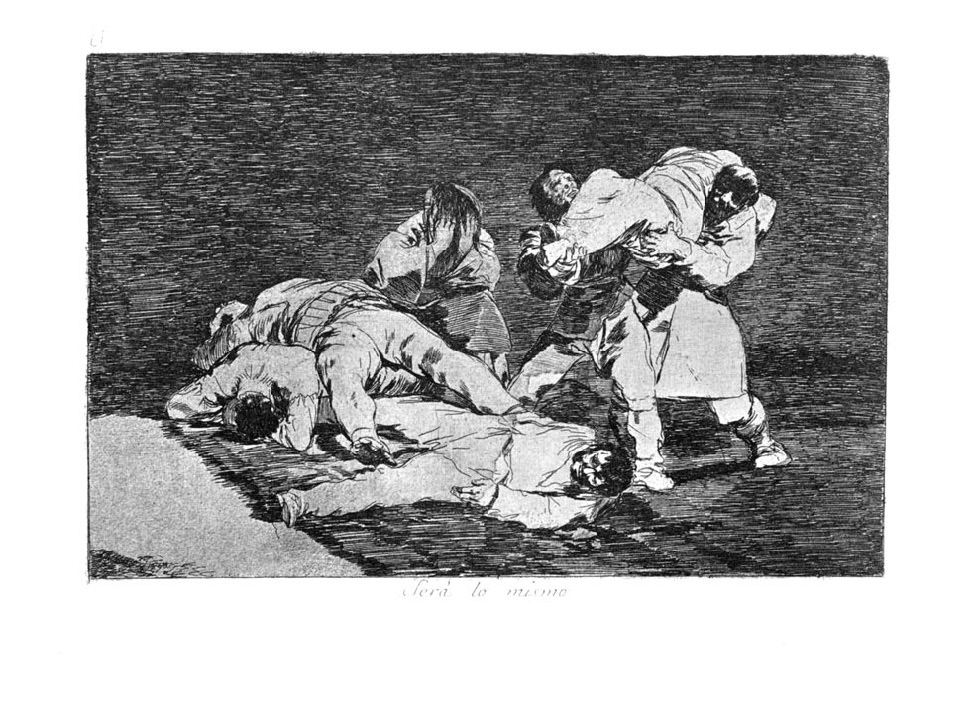
Los Desastres de la Guerra, Francisco de Goya.

Avec le roman La Peau (1949), Malaparte met en scène avec force la libération d'une Italie affamée face aux armées américaines qui découvrent l'Europe. On retrouve l'humanisme baroque et désespéré de l'auteur, avec son humour grinçant ainsi que les grands thèmes malapartiens : la honte, le dégoût et la pitié. Ce livre d'une veine tout aussi brutale que le précédent déroule devant les yeux du lecteur un monde où le pourrissement côtoie l'obscène, l'atroce et le macabre. Ces nouvelles ou chroniques, devenues roman, ont été écrites par un homme douloureux qui a vécu l'horrible, et comme témoin ironique, cherche à restituer comme Victor Hugo, la souffrance de ces « choses vues » jusqu'à l'invraisemblable, jusqu'au cynisme le plus abject, mais avec, dans la prose, une grande ampleur et une riche matière, un goût prononcé pour l'onirisme porté par des mouvements d'images et des procédés de montage qui relèvent de l'art du cinématographe. Malaparte romancier émeut ici, car il est bien proche de la peinture, celle de l'« invraisemblable ». « La comparaison qui vient le plus directement à l'esprit est d'ordre plastique, avec les Peintures noires de Goya, ou Le radeau de la Méduse de Géricault. »
La période fort troublée d'après-guerre donne à Malaparte l'idée d'écrire pour le théâtre. En fuite à Paris (30 juin 1947 - novembre 1949), sans doute dans une volonté de rompre avec l'Italie d'alors, il écrit le Journal d'un étranger à Paris, mais ses pièces de théâtre, Du côté de chez Proust (1948) et Das Kapital (1949),  sont un cuisant échec. À son retour au pays natal en 1949, il exerce sa verve toute toscane de chroniqueur dans des éditoriaux hebdomadaires, le Battibecco de 1949 à 1955.
1950 demeure une date importante pour Malaparte comme pour Pavese. L'actrice américaine Jane Sweigard, délaissée par Malaparte, se suicide. Pavese, lui, se tue pour une autre actrice américaine, Constance Dowling. Des destins se croisent dans le vivre-écrire : « On ne se tue pas par amour pour une femme. On se tue parce qu'un amour, n'importe quel amour, nous révèle dans notre nudité, dans notre misère, dans notre état désarmé, dans notre néant. »
Puis, il tourne son unique film, Le Christ interdit (Il Cristo proibito) qui sort sur les écrans en 1950 avec en vedettes Raf Vallone et Alain Cuny. Il est présenté au Festival de Cannes l'année suivante. Dans ces années d'après-guerre, le cinéaste Malaparte, toujours à la manière d'un journaliste, met en lumière une fois encore l'actualité brûlante et inquiète de l'Italie des années 1950, les rapports conflictuels entre le désir de justice, le lourd ressentiment et la volonté de paix.
À partir de 1945, Malaparte tente de se rapprocher du Parti communiste. Il effectue une demande d'adhésion qui est refusée par le parti.
Il meurt d'un cancer après un voyage en Chine communiste en 1957. Sur son lit d'hôpital, il réitère sa demande d'adhésion au Parti communiste qui est, cette fois, acceptée par Palmiro Togliatti et lègue sa célèbre maison à la république populaire de Chine. Un mois avant sa mort, le 8 juin 1957, il avait reçu le baptême et fait sa première communion dans l'Église catholique, après avoir abjuré ce que l'Église avait condamné dans ses écrits.
En 1959 sera publié un ouvrage posthume : Il y a quelque chose de pourri (Mamma Marcia), qui se présente comme un dialogue avec sa mère mourante (« Une mère pourrie »). Ces textes polémiques révèlent la profonde déception, la désillusion d'un soldat après deux guerres mondiales. C'est un véritable déluge verbal d'un style éblouissant, où l'auteur dialogue avec les morts. « Il se convertit au catholicisme et prit, en même temps, la carte du Parti communiste, le tout sur son lit de mort ! » Il meurt d'un cancer du poumon à 59 ans.

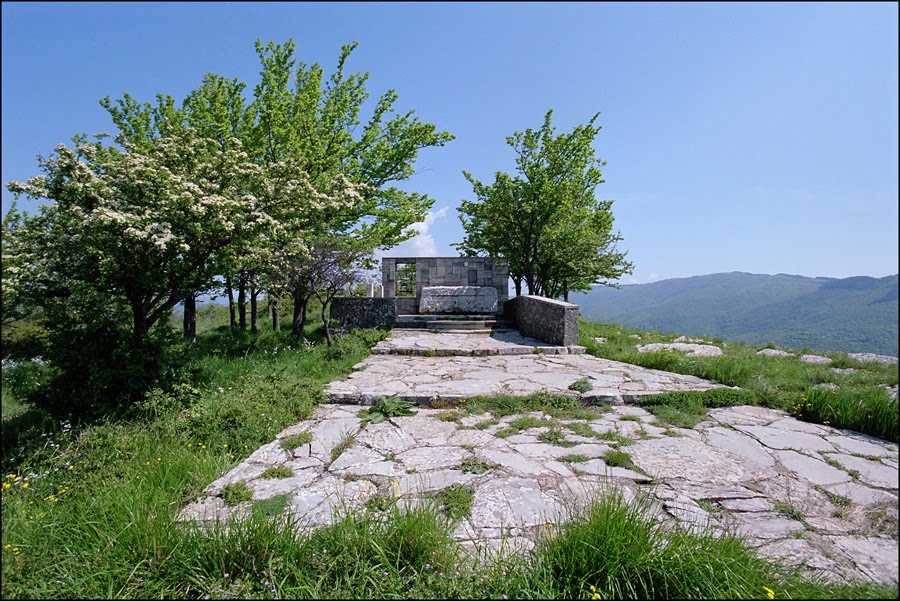
Le Mausolée de Malaparte

Son corps repose, depuis 1961, dans un sarcophage de pierre blanche locale qui fut transporté en hélicoptère dans un mausolée prévu à cet effet, sur les hauteurs de Figline di Prato, entre Schignano et Vaiano, du côté de Vernio, au-dessus du val de Bisenzio. Sur un mur, il est écrit, selon sa volonté : « Je voudrais avoir ma tombe là-haut, au sommet du Spazzavento » (« pointu et rageur » selon Malaparte lui-même), « pour lever de temps en temps la tête et cracher dans le courant froid de la tramontane ».

« Un miroir que ce ciel toscan, si proche que la moindre haleine le ternit… »

— Curzio Malaparte, Maledetti Toscani
Maudit Toscan, — dont acte.

## Postérité littéraire
« Je préfère les vaincus, mais je ne saurais m'adapter à la condition de vaincu. » dit Malaparte. Il y a des parentés d'écorchés vifs entre les vies et les œuvres de Louis-Ferdinand Céline et de Curzio Malaparte, car ils ont une même fascination face à l'horreur du monde et à sa brutalité, bien qu'ils aient réagi de façon différente sur le plan idéologique. « À propos des Juifs : qui d'autre a écrit un témoignage aussi bouleversant sur leur persécution quotidienne dans tous les pays occupés ? Et qui plus est, en 1944, alors qu'on n'en parlait pas encore beaucoup et qu'on n'en savait même presque rien ! » ajoute Kundera dans Une rencontre, éclairant Malaparte, mieux qu'aucun écrivain français avant lui. Pour le romancier Alberto Moravia qui fut pour une courte période de temps, pendant sa jeunesse, le « secrétaire » de Malaparte, « sa qualité principale était une ingénuité quasi animalesque ». Pour Maurizio Serra, l'un de ses récents biographes, Malaparte est « nationaliste et cosmopolite, pacifiste et belliciste, élitiste et populiste, écrivain politique à la prose dégraissée et romancier à l'imagination baroque, arcitaliano et antitaliano, parfois un peu ciarlatano, Malaparte ne cesse de nous déconcerter par sa modernité et son perpétuel défi à toute convention admise. » Son confrère biographe et prédécesseur Giordano Bruno Guerri, quant à lui, le définit comme « un anarchiste de droite, ou mieux un anarcho-fasciste, c'est-à-dire un homme fasciné par les idéaux de l'anarchie, mais qui les tient pour irréalisables. Un personnage qui se considère très supérieur à tout ce qui l'entoure, que ce soit les hommes et les événements, et qui s'en sert à dessein pour servir son art et sa vie. Cette vision du surhomme n'en a pourtant jamais fait un réactionnaire. Le fait est qu'il méprisait les idéologies, mais aimait les révolutions. »
Selon l'Encyclopædia Universalis, « L'écriture de Malaparte fait éclater les genres ; Les Maudits Toscans (Maledetti Toscani, 1956) constituent un développement de cette tendance vers le roman-essai : les observations se font toujours plus incisives, le ton polémique devient insoutenable et s'applique à la fois aux idéologies en général et aux mœurs italiennes en particulier. » Comme Pier Paolo Pasolini dans ses Écrits corsaires (Scritti corsari), Malaparte a beaucoup écrit contre Ces Chers Italiens et leur provincialisme. Pour le romancier toscan de Prato, Sandro Veronesi, Malaparte et Pasolini sont deux indéfendables. « Malaparte était indéfendable par rapport à la droite et au fascisme, tout comme Pasolini par rapport à une certaine gauche plus bigote ou bornée. C'étaient essentiellement deux esprits libres, qui avaient une orientation résolument individualiste et, dans le cas de Pasolini surtout dominée par l'art. Et dans leur diversité, ils se rejoignaient à mes yeux, et souvent leur façon de penser aussi se ressemblait et se ressemble de plus en plus avec le recul. »
L'homme qui écrivit : « Un homme comme Pascal ne serait pas possible en Italie », n'est toujours pas en odeur de sainteté dans son propre pays, sauf dans sa région natale. Il avait écrit aussi : « En présence d'un catholique italien, je sens un abîme de méchanceté, d'hypocrisie, de servitude envers les superstitions, de mépris pour la liberté humaine, de bassesse, d'amour du macabre, de haine pour la vie. En présence d'un catholique français, je sens le souffle du libre esprit, de la libre raison, de la libre conscience. » Malaparte a toujours aimé la France et elle semble bien lui rendre cet amour aujourd'hui. Dans son Journal posthume, il notait son amour très inactuel de « l'imagination, la grâce, la folie sans passion du XVIIIe siècle. Cette folie froide, claire (si elle peut avoir une couleur) maigre, bleue et blanche, sèche et polie comme un os de seiche, qui est l'esprit secret, l'animateur de toute la machine de la civilisation française. Désormais, la plus fragile au monde, car elle n'est qu'un souvenir, que regret, que longue habitude, elle n'est plus amour mais souvenir d'amour. »
Ainsi, il demeure aujourd'hui au purgatoire des Lettres italiennes. « Ce qu'il y a de singulier dans le caractère des Italiens, c'est que leur conscience morale ne se manifeste qu'en présence du sang, car ils subordonnent tout au respect de la vie. » Cet « Archi-italien » (selon Giordano Bruno Guerri) demeure très critiqué, pour ses outrances langagières, pour son « emphase » verbale, pour son « exhibitionnisme » morbide, son côté versatile est très « controversé », et surtout pour son étrange et singulière volonté d'avoir manifesté sans cesse son puissant tempérament tempétueux sous une forme, la plupart du temps, provocatrice et scandaleuse. Selon David Lajolo, ami communiste et critique de Cesare Pavese, « Malaparte était un être absolument contradictoire avec d'énormes défauts et de grandes vertus. Il avait réussi à transformer en vertu même son hypocrisie, en courage la part de lâcheté qui est en chacun de nous. Je l'ai combattu et je l'ai aimé : inimitable dans la jactance, dans l'invention, dans la fantaisie, l'homme et le défenseur d'une seule cause qui s'appelait Malaparte. » Antonio Gramsci eut à son égard un jugement très sévère puisqu'il le traita de « caméléon capable de toutes les scélératesses ». Blaise Cendrars dédicace l'un de ses chapitres de Bourlinguer à propos de Naples, « au dégueulasse et génial Curzio Malaparte, auteur de Kaputt ».
Bruno Tessarech, dans son Pour Malaparte écrit : « Plus le captivent la naissance et l'agonie des régimes que leur histoire. Et puis les idéologies, quelles qu'elles soient, l'intéressent peu. Malgré les trésors d'imagination et de rhétorique qu'il a déployés pour défendre le fascisme, il n'y croit pas. À Moscou, à Léningrad, il regarde le peuple faire la queue devant les étals de marchés aux puces. Bien sûr il découvre la misère, l'atroce pénurie, les difficultés où se débat le régime, mais surtout la patience résignée des pauvres. »

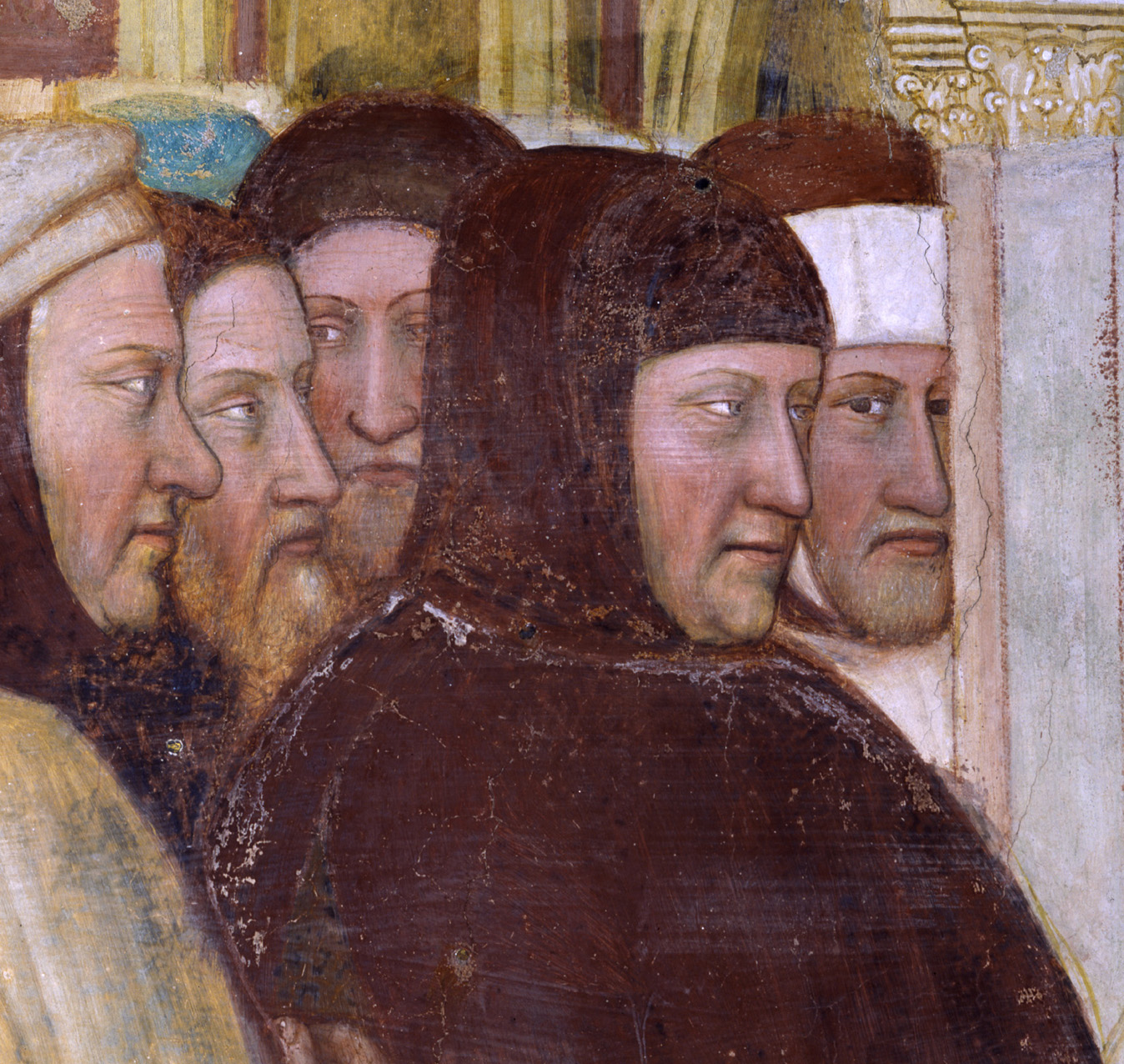
Le poète Pétrarque, l'humaniste et ses amis.

Pourtant, Milan Kundera fait, dans son livre (essai) Une rencontre, un bel éloge, un exercice d'admiration de romancier européen, face à la puissance des États-Unis d'Amérique. Malaparte est plus proche de Pétrarque que de Garibaldi, donc, plus proche du poète humaniste que du combattant patriote. C'est dire aujourd'hui l'« inactualité » de cet écrivain intempestif, plus admiré en France qu'en Italie. Giuseppe Ungaretti, représentant la poésie, fut présent lors de son enterrement. (Voir les images d'archives de La Stampa). Il apparaît nécessaire de lever la véritable « malédiction » qui pèse sur la représentation de l'homme Malaparte, dont le nom est si souvent encore associé au fascismo. Eugenio Montale a dit de Malaparte qu'il fut « un exquis causeur et un grand esprit à l'écoute plein de tact et d'éducation ». Cet homme moderne par son élégance verbale et la grâce de sa plume, « dandy » tant décrié, est devenu au fil du temps un écrivain classique. La relecture de Kaputt et de La Peau témoigne de cette maîtrise du style, de son art littéraire ainsi que de son architecture narrative.
Il fut un reporter exceptionnel, un chroniqueur. Céline et Malaparte furent des chroniqueurs, chacun à sa façon. Selon Frédéric Vitoux, dans sa thèse Louis-Ferdinand Céline, Misère et parole: « Céline, après la guerre, exprime à maintes reprises son ambition d'être un chroniqueur, il parle avec admiration de Tallemant des Réaux, il dédie l'un de ses livres à Pline l'Ancien. Or le chroniqueur — image type de l'écrivain "classique" — est par définition celui qui s'efface devant l'histoire. Il est là, présent, neutre, prêt à rapporter ce dont il a été témoin. Il ne veut pas être un écrivain qui déforme tout au gré de sa sensibilité et au moyen de tel ou tel effet de langage, non, il se contente de reproduire le plus fidèlement possible l'histoire. C'est cela, le chroniqueur ne se justifie que sur le plan de l'histoire, le discours chez lui est insignifiant ». Selon Olivier Weber, écrivain bourlingueur et essayiste, l'engagement du correspondant de guerre fut « le plus dense au sens existentiel et au sens philosophique. » Un engagement éprouvé « dans le fracas des bombes, la mélancolie des paysages dévastés et l'infinie solitude du chroniqueur de la détresse ».
Pour Maurizio Serra, la poétique de Malaparte se résume ainsi : « partir du réel pour le transfigurer, le dévirginiser, le violenter, mais sans jamais le renier, ce qui constitue une des rares déclarations d'une poétique malapartienne. » (Maurizio Serra, Malaparte, vies et légendes, Grasset, 2011, p. 289) halluciné doublé d'un écrivain inclassable, dans la tourmente de la première moitié de l'Europe du XXe siècle en pleine décompositon.
Comme l'écrit l'intellectuelle et femme politique italienne Maria-Antonietta Macciocchi, amie de Pier Paolo Pasolini, à propos de Malaparte (cet « écrivain des idées » selon Eugenio Montale) : « L'Européen émerge au-dessus d'un horizon gris qui voulait le condamner au silence. Vers l'an 3000... » L'écrivain européen, Curzio Malaparte, homme de la révolte de Caporetto et de la « civilisation de l'homme humain », souligne dans son ouvrage Maledetti Toscani : « Apprenez des Toscans à cracher dans la bouche des puissants, des rois, des empereurs, des évêques, des inquisiteurs, des juges, des seigneuries, des courtisans de toute espèce, comme on a toujours fait en Toscane et comme on fait encore. Apprenez des Toscans "qu'on n'a jamais vu un homme dans la bouche d'un autre", "qu'un homme en vaut un autre, et même moins". Apprenez des Toscans qu'il n'y a rien de sacré en ce monde, à l'exception de l'homme... » — Maudit Toscan certes, car « les Toscans ont le ciel dans les yeux et l'enfer dans la bouche » selon le célèbre proverbe (I toscani hanno il cielo negli occhi e l'inferno in bocca), mais en tout cas, Européen exemplaire.

## Œuvres littéraires
Ses principaux écrits sont :
- Viva Caporetto!, Prato, publié à compte d'auteur, 1921 ; rééd. La Révolte des saints maudits (La rivolta dei santi maledetti, 1921), Les Belles Lettres, 2012, trad. S. Laporte
- Les Noces des eunuques (Le nozze degli eunuchi), 1922, inédit en français
- L'Italie contre l'Europe (L'Europa vivente, 1923), Paris, Félix Alcan, 1927, trad. M. Y. Lenois, essai
- Italie barbare (Italia barbara, 1925), trad. Carole Cavallera, éd. la Table Ronde, 2014
- L'Arcitaliano, Florence et Rome, La Voce, 1928 ; rééd. par Enrico Falqui sous le titre L'Arcitaliano e tutte le poesie, Florence, Vallecchi, 1963
- Sodome et Gomorrhe (Sodoma e Gomorra, 1931), Monaco, Éditions du Rocher, 1959, trad. René Novella, nouvelles
- La Technique du coup d’État, Paris, Grasset, 1931, essai ; parution en Italie sous le titre Tecnica del colpo di Stato, Milan, Bompiani, 1948
- Le Bonhomme Lénine, Paris, Grasset, 1932, récit ; parution en Italie sous le titre Lenin Buonanima, 1962 puis Il buonuomo Lenin, 2018
- La Tête en fuite (Fughe in prigione, 1936), Paris, Denoël, 1961, trad. George Piroué, nouvelles
- Sang (Sangue, 1937), Monaco, Éditions du Rocher, 1959, trad. René Novella, nouvelles ; rééd. Sang et autres nouvelles, Paris, Garnier-Flammarion, 153 p., 1993  (ISBN 978-2080706782) ; rééd. 2010.
- Une femme comme moi (Donna come me, 1940), Monaco, Éditions du Rocher, 1947, trad. René Novella, nouvelles
- Le Soleil est aveugle (Il sole è cieco, 1941), Paris, Denoël, 1958, trad. George Piroué, récit
- La Volga naît en Europe (Il Volga nasce in Europa, 1943), Paris, Domat, 1948, trad. Juliette Bertrand ; rééd. Les Belles Lettres, coll. Mémoires de guerre, 2024.
- Kaputt (1944), Paris, Denoël, 1946, trad. Juliette Bertrand, roman
- Monsieur Caméléon (Don Camaleo, 1946), Paris, La Table Ronde, trad. Line Allary, récit
- Le Compagnon de voyage (rédigé en 1946, repris en 1955), publication posthume en 2007 ; trad. Carole Cavallera, Paris, Quai Voltaire (2009)  (ISBN 9782710330905)
- L'Œuf rouge (1948), Éditions du Rocher, essai ; traduit une nouvelle fois en 1995, sous le titre original Le Sourire de Lénine, Éditions Remi Perrin.
- La Peau (La pelle, 1949, adapté au cinéma en 1981 par Liliana Cavani), Paris, Denoël, 1949, trad. René Novella, roman
- Das Kapital (1948), précédé de Du côté de chez Proust (1949), Paris, Denoël, théâtre
- Deux Chapeaux de paille d'Italie, Paris, Denoël, 1948, essai
- Les Deux Visages de l'Italie : Coppi et Bartali, 1947 ; rééd. Bernard Pascuito éditeur, Paris, 2007, illustrations de René Pellos, postface de Jean-Bernard Pouy  (ISBN 978-2-35085-026-9)
- Les femmes aussi ont perdu la guerre (Anche le donne hanno perso la guerra, 1954), Paris-Genève, La Palatine, 1955, théâtre[55]
- Ces sacrés Toscans (Maledetti toscani, 1956), Paris, Denoël, 1957, trad. René Novella ; rééd. Livre de poche no 2843, essai polémique
- En Russie et en Chine (Io, in Russia e in Cina, 1958, posthume), Paris, Denoël, 1959, trad. Michel Arnaud, journal et souvenirs
- Il y a quelque chose de pourri (Mamma marcia, 1959, posthume), Paris, Denoël, 1960, trad. Elsa Bonan, souvenirs
- L'Anglais au Paradis (L'inglese in paradiso, 1960, posthume), Paris, Denoël, trad. George Piroué, chroniques
- Ces chers Italiens (Benedetti italiani, 1961, posthume), Paris, Stock, 1962, trad. Mathilde Pomès, essai
- Voyages entre les tremblements de terre (Viaggio tra i terremoti, 1963)
- Journal d'un étranger à Paris (1967, posthume), Paris, Denoël ; rééd. Paris, La Table Ronde, trad. Gabrielle Cabrini, 2014
- Prises de bec (Battibecco (1953-1957), 1967, posthume), Paris, Les Belles Lettres, 2017, trad. Stéphanie Laporte, chroniques hebdomadaires
- L'albero vivo e altre prose, Florence, Valecchi, 1969, nouvelles inédites en français
- Bal au Kremlin (Il ballo al Cremlino e altri inediti di romanzo, 1971, posthume), Paris, Denoël, 1985, trad. Nino Frank
- Voyage en Ethiopie (Viaggio in Etiopia e altri scritti africani, 2006, posthume), Paris, éd. Arlea, Arlea Poches - no 194, 2013  (ISBN 9782363080271)
- Muss suivi de Le Grand Imbécile, trad. Carole Cavallera, éd. la Table Ronde, 2012, posthume
- Journal secret 1941-1944, trad. Stéphanie Laporte, Paris, Quai Voltaire, 2019

En Italie, une sélection de ses œuvres a fait l'objet d'une réédition dans la collection Meridiani, l'équivalent italien de la bibliothèque de la Pléiade : Opere scelte, préface de Luigi Martellini, Milan, Mondadori, 1997.

## Filmographie
Sauf indication contraire, les informations mentionnées dans cette section peuvent être confirmées par la base de données cinématographiques IMDb,  présente dans la section « Liens externes ».
Curzio Malaparte a écrit, réalisé et composé la musique d'un unique film :
- 1950 : Le Christ interdit (Il Cristo proibito)

Par ailleurs, après sa mort, son œuvre littéraire a donné lieu à deux adaptations :
- 1974 : Kaputt (téléfilm) de Károly Esztergályos (hu) - adaptation du roman homonyme
- 1981 : La Peau (La pelle) de Liliana Cavani - adaptation du roman homonyme

### Émission
- Un siècle d'écrivains, « Curzio Malaparte » par Jean-Paul Fargier, émission de France 3 (1998).